# 36 Crazyfists
36 Crazyfists je čtyřčlenná hudební skupina hrající post-hardcore/metalcore pocházející z Anchorage na Aljašce. Třetí studiové album, Rest Inside the Flames, vyšlo v Evropě 12. června a v USA vyjde na listopad 2006.

## Historie
36 Crazyfists vznikli v prosinci roku 1994 v městečku Anchorage na Aljašce. Původní sestava se skládala z Brocka Lindowa (zpěv), Thomase Noonana (bicí), Steva Holta (kytara) a JD Stuart (basa). Než se upsali Roadrunner Records, kapela vydala dvě EP a jedno LP na vlastní náklady. První nahrávka byla Boss Buckle, EP obsahující 5 skladeb vyšlo v 1995. Jejich další EP, Suffer Tree, vyšlo v 1997, následováno jejich debutovým LP, In the Skin, které vyšlo též v 1997.
Kapela se přesunula do Portlandu v Oregonu, kde se dostala do kontaktu se skupinami jako System of a Down, Primus, blink-182 nebo NOFX. Nakonec, uzavřeli smlouvu s Roadrunner Records.
Po vydání jejích debutu pod Roadrunnerem Bitterness the Star v roce 2002 se vydali na koncertní turné po USA se skupinami Candiria, God Forbid, Chimaira, Diecast a Hotwire.
Po koncertní štaci po Americe se vydali do Evropy na „European Road Rage Tour“ s Killswitch Engage a Five Pointe O. Ke konci tour se začala kapela věnovat psaní nových materiálu na své druhé album pod taktovkou Roadrunner Records A Snow Capped Romance, které se dostalo na pulty obchodů v roce 2004, produkováno James Wisnerem, který měl zkušenosti například s Dashboard Confessional a Further Seems Forever.
Na jejich třetím albu Rest Inside the Flames spolupracovali Jonah Jenkins z Miltown, Howard Jones a Tom Gomes z Killswitch Engage. Album vyšlo v Evropě 12. června, v USA vyjde až ke konci roku 2006.
První týden album Rest Inside the Flames zasáhlo VB a dosáhlo 71. místa v oficiálních UK Album Charts. Album se také dostalo na 2. místo v BBC's Rock Album charts. 36 Crazyfists vyrazí na turné podpořit své třetí album po Evropě a Austrálii s Californians Atreyu.
Kapela sepsala dohodu pro severní Ameriku s DRT Entertainment, kteří vydají Rest Inside The Flames v USA na 7. listopadu. Smlouva byla ovšem později rozvázána.
24. října 2006 začalo krátké turné po USA s cílem podpořit vycházející album. První show byla v Little Rock v Arkansasu. Během vystoupení Brock zmínil vydání nového alba a tak definitivně potvrdil, že veškeré závazky ku Roadrunner Records skončily.
Album zaznamenalo úspěch ve Velké Británii, když se dostalo na 71. pozici v žebříčku alb a dosáhlo 2. místa v žebříčku BBC rockových alb. Nicméně v USA se alba prodalo jen 1 858 kopií v prvním týdnu po vydání.
Kapela se rozjela 1. dubna 2007 na obsáhlou tour po Velké Británii, podpořena Twelve Tribes. Spolu odehrají koncerty na celých 26 akcích po celé zemi.
Zpěvák Brock Lindow oznámil, že nová nahrávka vyjde v dubnu 2008 u Ferret Music. Datum se nakonec posunulo a The Tide and Its Takers vyšlo až 27. května.
36 Crazyfists se vždy vrací na Aljašku a hraje na každoročním Summer Meltdown festivalu. Vynechali pouze jedinkrát, když v roce 2008 byli na své tour.
9. ledna kapela natáčela na Aljašce materiál pro jejich úplně první DVD, které má vyjít na přelomu léta a podzimu. Dále počítá s dvěma koncerty v Japonsku a tour po australských festivalech. Od března sjede kapela spolu s Poison The Well Evropu.
Poslední evropskou zastávku v Londýně natočili Chasing Safety v The Electric Ballroom. Na konci večera Borkc Lindow uvedl, že na konci roku 2009 začnou natáčet nové album, které by mělo vyjít na jaře 2010, doprovázené evropským koncertním turné.

## Členové kapely

### Současní
- Brock Lindow – zpěv (1994-dodnes)
- Thomas Noonan – bicí (1994-dodnes)
- Steve Holt – kytara (1996-dodnes)
- Brett Makowski (Buzzard) - basa (2008-dodnes)

### Bývalí
- Mick Whitney – basa (1996-2008)
- JD Stuart – basa (v roce 1996 zemřel při autonehodě)
- Ryan Brownell – kytara (1994-1996)

## Diskografie

### Nezávislá alba
- Boss Buckle EP (1995)
- Suffer Tree EP (1997)
- In The Skin (1997)
- 99 Demo (1999)
- The Oculus EP (2008)

### Studiová alba
| Datum vydání                       | Název                   | Label                                |
| 4. duben, 2002                     | Bitterness the Star     | Roadrunner Records                   |
| 16. březen, 2004                   | A Snow Capped Romance   | Roadrunner Records                   |
| 12. červen, 2006 7. listopad, 2006 | Rest Inside The Flames  | Roadrunner Records DRT Entertainment |
| 29. duben, 2008                    | The Tide and Its Takers | Ferret Music                         |

### Ostatní nahrávky
- 2003 – „At the End of August“ – obsaženo na MTV2 Headbangers Ball
- 2004 – "Beauty Through the Eyes of a Predator" – od Demon Hunter featuring Brock Lindow on their album Summer of Darkness
- 2004 – „Bloodwork“ – obsaženo na Resident Evil: Apocalypse Soundtrack
- 2004 – "Workhorse" – obsaženo na Jäger Music Rarities Promotional Giveaway
- 2005 – "Destroy the Map" – vydáno v souvislosti s jejich tour v dubnu 2005 po Evropě. Obsahuje také coververze "Workhorse" a "Sad Lisa"
- 2006 – "I'll Go Until My Heart Stops" – obsaženo na MTV2 Headbanger's Ball: The Revenge
- 2006 – „Digging the Grave“ (Faith No More cover) – obsaženo na Kerrang! High Voltage

## Videografie
- "Slit Wrist Theory" – Bitterness the Star
- "At the End of August" – A Snow Capped Romance
- "Bloodwork" – A Snow Capped Romance
- "I'll Go Until My Heart Stops" – Rest Inside the Flames
- "We Gave It Hell" - The Tide and Its Takers